# واژسکا (شهرستان اوپوله لوبلسکیه)
واژسکا (به لاتین: Łaziska) یک روستا در لهستان است که در گمینا واژسکا واقع شده‌است. واژسکا ۵۶۰ نفر جمعیت دارد.